# Velká čtyřka (auditorské firmy)
Velká čtyřka je označení, které se po celém světě používá pro čtyři největší poradenské firmy – PricewaterhouseCoopers, KPMG, Deloitte a Ernst & Young. Tyto firmy mají dominantní postavení na světovém trhu auditorských a poradenských služeb a působí ve většině zemí světa. 
Velká čtyřka vznikla v roce 2002 zúžením tzv. Velké pětky o společnost Arthur Andersen, která zanikla v důsledku podezření z podílu na účetních podvodech v americké energetické firmě Enron. Přestože 31. 5. 2005 Nejvyšší soud Spojených států amerických svým rozhodnutím zvrátil rozhodnutí soudů usvědčujících společnost Arthur Andersen, ta se již nedokázala z obvinění vzpamatovat. V současnosti[kdy?] je proti společnosti Arthur Andersen vedeno přes 100 civilních sporů v souvislosti s audity ve firmě Enron.
Jako pátá se udává firma Grant Thornton.

## Kritika
Firmy velké čtyřky čelí kritice, že svým klientům kryjí jejich účetní podvody. Například pro China Evergrande Group.